# Wojciech Pokora
Wojciech Pokora est un acteur de théâtre, de cinéma et de télévision polonais, né le 2 octobre 1934 a Varsovie et mort le 4 février 2018 dans la même ville.

## Biographie
Il est diplômé du Lycée technique de construction de moteurs d'avions à Wrocław. Pendant quelques années il travaille à l'usine automobile de Varsovie,. Il est membre de la section théâtre de son entreprise avec, entre autres Jerzy Turek. En 1958 il termine l' Académie de théâtre Alexandre-Zelwerowicz à laquelle il enseigne par la suite durant des longues années,. Il se produit sur les planches du Théâtre dramatique a Varsovie  (1958–1984) , il joue également au Teatr Nowy (1984–1990) et Teatr Kwadrat (1990–2001),. Il joue surtout dans des comédies mais incarne également des rôles dramatiques.

## Vie privée
En 1957 il épouse Hanna avec laquelle il reste marié jusqu'à sa mort. Ils ont deux filles, Anna et Magdalena et cinq petits-enfants dont l'actrice Agata Nizińska.

## Filmographie partielle
- 1960 : De la veine à revendre d'Andrzej Munk : un aspirant dans le camp de prisonniers
- 1960 : Mąż swojej żony (Le mari de sa femme) de Stanisław Bareja : le peintre Mietek
- 1973 : Poszukiwany, poszukiwana (Recherché, recherchée) de Stanisław Bareja : Stanisław Maria Rochowicz
- 1974 : Nie ma róży bez ognia (Il n'y a pas de rose sans feu) de Stanisław Bareja : le mari expulsé
- 1976 : Brunet wieczorową porą (Un brun, un soir) de Stanisław Bareja : Kowalski, le voisin de Michał Roman
- 1978 : Co mi zrobisz, jak mnie złapiesz (Que me ferez-vous si vous m'attrapez) de Stanisław Bareja : le paysan qui poursuit le cochon
- 1980 : L'Ours de Stanisław Bareja : l'auteur de chansons

## Decorations
- Médaille du millénaire de l’Etat polonais (Odznaka 1000-lecia Państwa Polskiego) (1967)[4]
- Croix d'or du Mérite polonais (1978)[4]
- Médaille du Mérite culturel polonais Gloria Artis (2013)
- Croix de chevalier de l'Ordre Polonia Restituta (a titre posthume 2020)